# Cane (serie de televisión)
Cane es una serie de televisión dramática filmada en Estados Unidos. Creada por Cynthia Cidre que también es productora ejecutiva junto con Jonathan Prince, Jimmy Iovine y Polly Anthony. Fue dirigida por Christian Duguay. En la serie se muestra las crónicas de vidas y luchas internas de poder de una familia poderosa y rica cubano-americana que desempeñan un rol de enorme éxito, por ser los dueños de empresas de caña de azúcar en el sur de la Florida.

## Producción

### Distribución internacional
| Ciudad        | Red de TV                 | Fecha                              |
| ------------- | ------------------------- | ---------------------------------- |
| Australia     | Channel 10                | Miércoles 9:30                     |
| Nueva Zelanda | TV3 (New Zealand)         | Lunes11pm                          |
| Brasil        | Warner Channel            | Lunes 10 p. m.                     |
| México        | Warner Channel, Azteca 7  | Lunes 10 p. m., Miércoles 11 p. m. |
| Canadá        | Global                    |                                    |
| Croacia       | HRT                       | Lunes 8:40 p. m.                   |
| Hungría       | TV2                       | Viernes 20:15                      |
| Finlandia     | Nelonen                   | Martes 9 p. m.                     |
| Lituania      | TV3                       | Lunes 10 p. m.                     |
| Noruega       | TV2                       | 31 de enero de 2008                |
| Polonia       | POLSAT, Universal Channel |                                    |
| Portugal      | Fox Life, RTP1            | Viernes 17:40, Viernes 12:30 a. m. |
| Sudamérica    | Warner Channel            |                                    |
| Reino Unido   | ITV3                      | jueves 27 de marzo 9 p. m.         |
| Islandia      | Skjár 1                   | 3 de marzo de 2008                 |
| Puerto Rico   | Telemundo                 | Domingos 8 p. m.                   |
| Eslovenia     | POP TV                    | Domingos 10 p. m.                  |
| Dinamarca     | TV2                       | Domingos 3 p. m.                   |
| Francia       | Serie Club                | Lunes 8.45 p. m.                   |
| Bélgica       | RTL TVI                   | Domingo 5.00 p. m.                 |
| Irlanda       | RTE 2                     | Viernes. 1 a. m.                   |
| Sudáfrica     | SABC 3                    | Lunes-miércoles 9 p. m.            |

## Audiencia en Estados Unidos
En la siguiente tabla se clasifica el porcentaje estimado de todos los televisores sintonizados en el show, y el porcentaje de todos los televisores sintonizados en el canal.
season1: #58 2007 8.9
| #  | Título                       | Clasificación | Participación | 18-49 (Clasificación/Participación) | Total de Televidentes |
| -- | ---------------------------- | ------------- | ------------- | ----------------------------------- | --------------------- |
| 1  | "Pilot"                      | 7.5           | 13            | 2.9/8                               | 11.12                 |
| 2  | "The Work of a Business Man" | 6.0           | 10            | 2.5/7                               | 9.24                  |
| 3  | "The Two Alex Vegas"         | 6.0           | 10            | 2.4/7                               | 9.10                  |
| 4  | "Family Business"            | 5.8           | 10            | 2.2/6                               | 8.50                  |
| 5  | "Brotherhood"                | 5.4           | 9             | 2.0/5                               | 7.98                  |
| 6  | "A New Legacy"               | 5.5           | 9             | 2.0/5                               | 8.06                  |
| 7  | "One Man is an Island"       | 5.1           | 9             | 1.9/5                               | 7.83                  |
| 8  | "All Bets Are Off"           | 5.1           | 8             | 1.8/5                               | 7.29                  |
| 9  | "The Exile"                  | 5.1           | 8             | 2.0/5                               | 7.64                  |
| 10 | "Time Away"                  | 4.3           | 6             | 1.6/4                               | 6.46                  |
| 11 | "Hurricane"                  | 5.4           | 9             | 1.9/5                               | 8.00                  |
| 12 | "The Perfect Son"            | 5.3           | 9             | 2.0/6                               | 7.83                  |
| 13 | "Open and Shut"              | 4.9           | 8             | 1.8/5                               | 7.19                  |